# Jean Nicolas Houchard

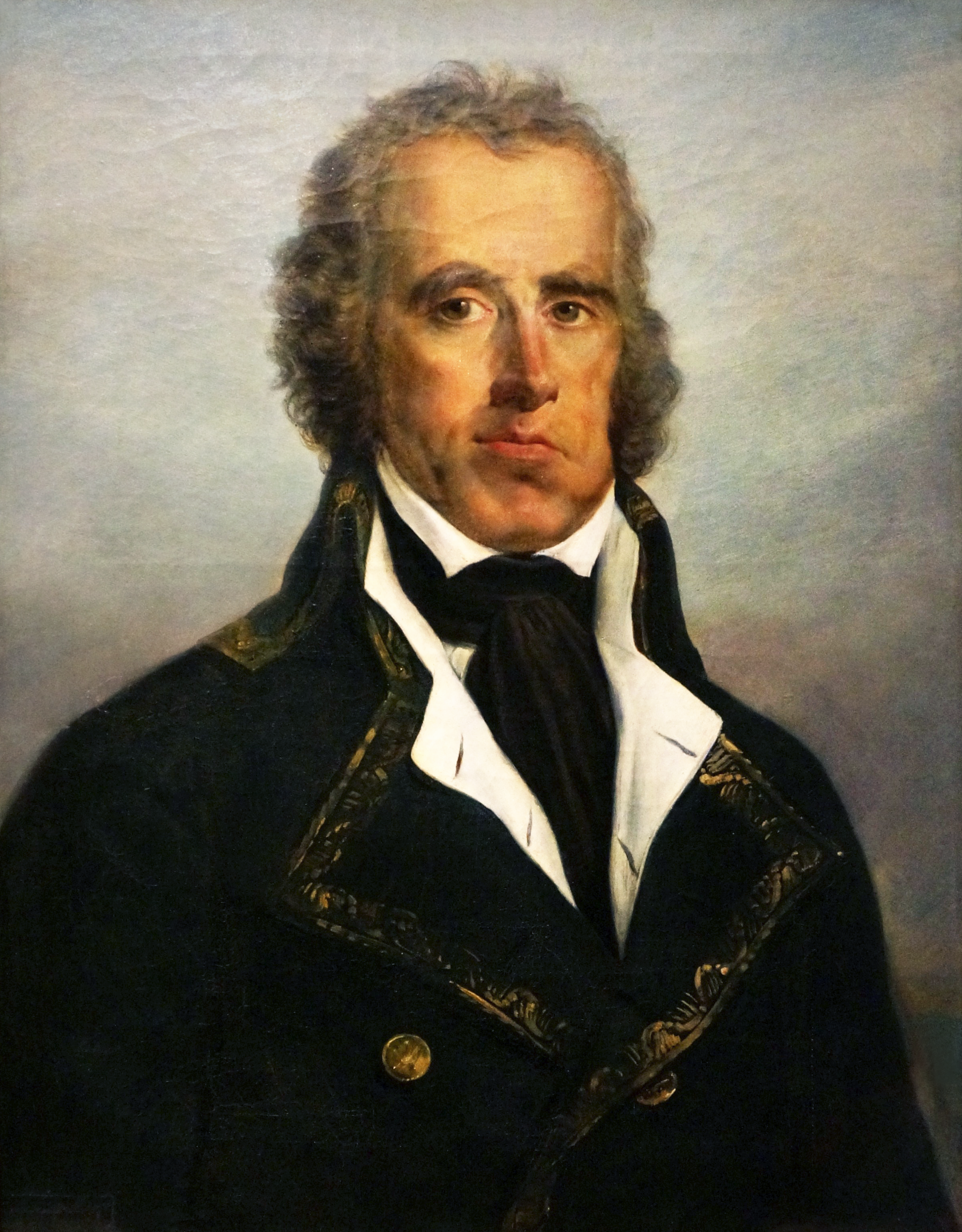
Gen. Jean-Nicolas Houchard

Jean Nicolas Houchard (ur. 24 stycznia 1740 w Forbach, Lotaryngia, zm. 17 listopada 1793 w Paryżu) – francuski generał okresu rewolucji francuskiej.
Houchard jako ochotnik w pułku kawalerii Royal-Allemand wziął udział w wojnie siedmioletniej. W momencie wybuchu rewolucji francuskiej należał do pułku dragonów Bourbon.
Walczył przeciw Holendrom i Austriakom. Po zwycięskiej bitwie pod Hondschoote został aresztowany i przez Trybunał Rewolucyjny skazany na śmierć "za zdradę ojczyzny". Został zgilotynowany 17 listopada 1793 w Paryżu.

## Literatura
- "Notice historique et justificative sur la vie militaire du général Houchard", Strasburg 1809.